# Большая синагога в Белостоке
Большая синагога в Белостоке — синагога, находившаяся в польском городе Белостоке. Сожжена нацистами 27 июня 1941 года.

## История
Синагога была построена на улице Сураской в 1909—1913 годах, по проекту Самуэля (Шломо) Якова Рабиновича на месте, где раньше стояла более старая синагога. Средства на строительство были собраны от продажи кошерного мяса, а также через частные пожертвования.
Одной из особенностью синагоги было то, что в ней женщины молились вместе с мужчинами, несмотря на то, что молитвенный зал с трёх сторон огибали специальные галереи. Это было современное для начала XX века здание: в нём были такие новшества, как хор и орган. В период между первой мировой и второй мировой войнами, в дни польских национальных праздников, в службах принимали участие и городские власти: мэр и губернатор воеводства. Последний официальный раввин Белостокский, Доктор Гедали Розенман, велел в конце службы, после исполнения еврейского гимна Ха-Тиква́ (ставший потом официальным гимном государства Израиль), петь национальный польский гимн «Польша ещё не погибла» (пол. «Jeszcze Polska nie zginela»).
Вследствие размеров и престижа синагоги, она привлекала канторов со всей Польши, а также из соседних стран. Для празднования песаха в 1934 году свои услуги предлагали аж четырнадцать канторов.
Утром 27 июня 1941 года 309 батальон немецкой полиции порядка, окружив городскую площадь у Большой Синагоги, заставил местных жителей выйти из своих домов на улицу. Некоторых из них сразу расстреляли у стены синагоги. Других, около 2000 человек, заперев в синагоге, сожгли заживо. После немцы забросали гранатами многие дома, ведя одновременно беспорядочную стрельбу по ним. Вскоре пламя пожара охватило весь квартал. В тот день погибло около 3000 евреев.
Согласно свидетельским показаниям, записанным в книге памяти Белостока, нацисты наблюдали, как обреченные на смерть люди резали друг другу запястья, чтобы сократить мучения в огне. Один молодой человек успел добраться до окна ещё не до конца охваченного пламенем святилища, где были выбиты несколько стекол. Он был ранен, упал из окна наружу и выжил. Сторож синагоги — поляк, рискуя жизнью, сумел пробраться внутрь горящего здания, чтобы открыть боковую дверь, позволив нескольким евреям бежать, включая раненого молодого человека.

## Архитектура
Синагога была построена в смешении архитектурных стилей, в первую очередь, неоготики и византийского стиля. Здание синагоги было увенчано большим куполом со шпилем, высотой в десять метров и двумя малыми, расположенными симметрично над молельным залом. Главный купол держался на стальных и бетонных колоннах, которые в нижней части переходили престол. Использовалась скрытая система освещения, в которую входили восемь маленьких окон.

## Увековечивание памяти
В 1958 году на месте, где стояла Большая синагога была открыта мемориальная доска, с надписью:

«Светлая память трём тысячам еврейских мучеников, сожженых заживо в Большой синагоге Белостока от гитлеровских убийц 24 июня 1941 г. Открыта в ознаменование 15-летия восстания в Белостокском гетто. 16.08.1943-16.08.1958 г.»
В настоящее время остатки купола Большой Синагоги, вместе с новой мемориальной доской, являются памятником. Он был поставлен и освящён в августе 1995 года. Надпись на доске гласит:

«Наше великолепное святилище пало жертвой пламени 27 июня 1941 года. 2000 евреев были сожжены заживо в нём, от рук немецко-фашистских убийц.»